# 巴氏量表
巴氏量表（英語：Barthel scale）是復健醫學上用於評估患者是否具備自行完成日常生活活動（activities of daily living，ADL）能力的量表。每個項目皆可依據該患者能否獨力完成給予由高至低的評分。本量表使用十個項目來衡量各種日常活動。患者獲得評分越高，出院後能夠在家獨立生活的可能性就越大。在評估每個項目時，患者需耗費的時間、體力與完成度可以做為各項目評分的參考。
值得注意的是，患者所處的環境也會出現影響各項目得分的外在因素。若其生活於非典型的家庭環境，其獲得的評分將會較低（例如家裡空間狹窄增加患者移動上的阻礙，則與活動相關的評分將會較低）。因此，如果環境影響該患者的評分，則應詳細描述並將其附註在量表中。

## 歷史
1965年，Mahoney與Barthel共同提出巴氏量表，得分由0至100分。1988年，Collin等人認為原始的評分標準過於誇大，導致描述並不精確。隨後，他們提出修改版本，分數的最小單位設定為1分，每個項目分為0至20分，20分代表該患者在執行該項目時可以完全獨立。這個較敏感的（意即，好與更好、差與更差之間的評估被放大）版本對患者各項日常活動執行能力的評估進行更加嚴格的區分。它的適用範圍不僅適用於住院後康復的評估，也可用於家庭照護和社區照護等領域。巴氏量表是最早用於評估患者執行日常活動能力的方式之一，它的提出將職能治療師的實務操作上推進至評估、量化患者功能的階段。
巴氏量表的有效性與泛用性已經受到證實，目前已經被廣泛用於各類型的診斷或各環境的評估。巴氏指數表現出較高的評分者間信度（inter-rater reliability）以及再測信度（test-retest reliability），依序為0.95及0.89。此外，其也表現出與其他用於評估身體機能指標的高度相關性，約為0.74至0.8。然而，有研究指出巴氏量表在中風的臨床評估中較不精確。

## 評估項目與級距
巴氏量表總分為100分，依據患者能否獨立完成日常生活活動的能力，由低至高分為五個級距。附表為巴氏量表的詳細內容：
| 項目                                                                  | 分數 | 內容 |
| --------------------------------------------------------------------- | ---- | --- |
| 一、進食                                                              | 10   | 自己能夠在合理的時間內（約10秒鐘吃一口食物）進食，可用筷子夾取眼前食物；若須使用進食輔具也可以自行取用穿脫，無須他人協助。           |
| 一、進食                                                              | 5    | 須別人協助取用或切好食物或穿脫進食輔具。                                                                                             |
| 一、進食                                                              | 0    | 無法自行進食。 |
| 二、移位（包含由床上平躺到坐起，並可由床移位至輪椅） 輪椅與床之間轉位 | 15   | 整個過程獨立完成。包括安全的靠近輪椅、扳起煞車、移動腳踏板，到床上、躺下、從床上坐起於床邊、改變輪椅位置、安全地由床上回到輪椅。     |
| 二、移位（包含由床上平躺到坐起，並可由床移位至輪椅） 輪椅與床之間轉位 | 10   | 從給予提醒、安全監督、到轉位過程中間給予稍微協助。                                                                                   |
| 二、移位（包含由床上平躺到坐起，並可由床移位至輪椅） 輪椅與床之間轉位 | 5    | 可自行坐起，但需要別人協助才能移位至椅子。                                                                                           |
| 二、移位（包含由床上平躺到坐起，並可由床移位至輪椅） 輪椅與床之間轉位 | 0    | 需要他人協助才能坐起，或需要兩人幫忙方可移動至椅子。                                                                                 |
| 三、個人衛生                                                          | 5    | 可以自行洗手、洗臉、梳頭、刷牙、刮鬍子。                                                                                             |
| 三、個人衛生                                                          | 0    | 需別人部份或完全協助。 |
| 四、如廁                                                              | 10   | 可自行上下馬桶，便後清潔，不會弄髒衣褲，且沒有安全上的顧慮。倘使用便盆，可自行取放並清洗乾淨。                                       |
| 四、如廁                                                              | 5    | 在上述如廁過程中須協助保持平衡﹒整理衣物或使用衛生紙。                                                                               |
| 四、如廁                                                              | 0    | 無法自行完成如廁過程。 |
| 五、洗澡                                                              | 5    | 可自行完成盆浴或淋浴。 |
| 五、洗澡                                                              | 0    | 須別人協助才能完成盆浴或淋浴。 |
| 六、平地走動                                                          | 15   | 使用或不使用輔具（包括穿支架義肢或無輪子之助行器）皆可獨立行走50公尺以上。                                                           |
| 六、平地走動                                                          | 10   | 需要稍微扶持或口頭教導方向可行走50公尺以上。                                                                                         |
| 六、平地走動                                                          | 5    | 不能行走，但可自行獨立操作輪椅。必須會轉彎、靠近桌子、床、馬桶等。至少要能推45公尺。如果病人在行走項目下已有計分，這個項目就不計分。 |
| 六、平地走動                                                          | 0    | 需要他人協助推輪椅。 |
| 七、上下樓梯                                                          | 10   | 不需協助或監督，可以自行上下樓梯。可以使用扶手、柺杖。上下樓梯時，必須要能自己拿柺杖。                                               |
| 七、上下樓梯                                                          | 5    | 上面所述任一項需要協助或監督。 |
| 七、上下樓梯                                                          | 0    | 無法上下樓梯。 |
| 八、穿脫衣褲鞋襪                                                      | 10   | 能自行穿脫衣服、自己扣鈕扣、拉拉鍊、綁鞋帶、包括穿脫鞋具或特殊衣著，例如：吊帶褲、便鞋。                                             |
| 八、穿脫衣褲鞋襪                                                      | 5    | 需協助穿脫或扣任何衣服，至少自己能做一半以上，而且要在合理的時間內完成。                                                             |
| 八、穿脫衣褲鞋襪                                                      | 0    | 不會自己做。 |
| 九、大便控制                                                          | 10   | 能排便不會有失禁，需要時（例如脊髓損傷者排便訓練）能自行塞栓劑和灌腸。                                                               |
| 九、大便控制                                                          | 5    | 需要協助塞栓劑或偶爾失禁。 |
| 九、大便控制                                                          | 0    | 失禁需別人處裡。 |
| 十、小便控制                                                          | 10   | 日夜均能控制小便，若使用尿套、尿布可以自行戴上、傾倒和清潔，日夜均保持乾燥。                                                         |
| 十、小便控制                                                          | 5    | 偶爾失禁、尿急（無法等待放好便盆或無法及時趕到廁所），或需別人幫忙處裡尿套。                                                         |
| 十、小便控制                                                          | 0    | 失禁需別人處裡。 |

將上述各項得分加總後，即可將患者分類至對應的級距：
- 完全依賴：0分-20分
- 嚴重依賴：21分-60分
- 中度依賴：61分-90分
- 輕度依賴：91分-99分
- 完全獨立：100分